# 美波千夏
美波 千夏（みなみ ちなつ、1987年〈昭和62年〉1月6日 - ）は、日本の女性モデル、元レースクイーン。千葉県出身。血液型はAB型。愛称は「ちなってぃー」。かつて芸能事務所「スリーライズ」に所属していた。夫はプロゴルファーの中里光之介。

## 略歴
3人兄妹の末っ子（兄が2人いる）として千葉県に生まれる。高校2年時に雑誌「Seventeen」の「ミスセブンティーン」オーディションに応募するもカメラ審査までいき落選。ソニーミュージックアーティスツに所属し他の雑誌の専属モデルを務める。その後スリーライズに所属し、2010年から3年連続でSUPER GT「AUTECHレースクイーン」を務め、2011年1月、2010日本レースクイーン大賞の初代グランプリを受賞した。
2016年からは三栄書房「GOLF TODAY」の“GTバーディーズ”メンバーとしてゴルフに挑戦する他、モデル事務所「スカイハイプロモーションズ」でモデル監修・教育指導も行っている。
2019年3月、日本ゴルフツアー選手権SNSアンバサダーに就任。これをきっかけにプロゴルファーの中里光之介と出会い、2020年11月3日に中里と入籍したことを自身のインスタグラムにて報告した。

## 人物
- 趣味：ゴルフ、ドライブ、旅行、料理
- 好きな色：赤
- 中学・高校時代はバレーボール部に入っていた。
- モデルの紺野ゆりと同じ亜細亜大学に通っていたことを『ゴルフ女子 ヒロインバトル』（BS12 トゥエルビ・2021年7月18日放送[注 2]）で明かしている。
- 高橋としみとはでちゃう!ガールズ参加時から親交が深く[11]、ゴルフ関連の仕事で共働することが多い[注 3][13]。

## 活動履歴

### スチール
- アルチビオ  LOOK BOOK モデル
- feel the VOLVO
- セシール
- ノースワンジュエリー
- 鈴鹿サーキットホテル ブライダルモデル
- つきじ治作 ブライダルモデル
- ナイトブラ『LUNA』モデル

### レースクイーン
- 2010年：「SUPER GT 2010 AUTECH レースクイーン」
- 2011年：「SUPER GT 2011 AUTECH レースクイーン」
- 2012年：「SUPER GT 2012 AUTECH レースクイーン」

### イベント出演
- 2010年 1月：東京オートサロン（GOODYEARブース）
- 2010年10月：東京ゲームショウ（CAPCOMブース）
- 2011年 2月：CP+（Nikonブース）
- 2011年 9月：東京ゲームショウ（CAPCOMブース）
- 2012年 1月：東京オートサロン（NISSANブース）
- 2012年 9月：東京ゲームショウ（COLOPLブース）
- 2013年 1月：東京オートサロン（NISSANブース）

### テレビ
- 2009年9月 『こだわりゲーマー』（BS-TBS）※2009年9月10日第9回、17日第10回放送
- 2010年5月 『マルさまぁ〜ず』（TBS）※2010年5月19日第7回放送
- 2011年6月 『笑っていいとも！』（フジテレビ）※2011年6月27日放送　浴衣モデル
- 2012年7月 『笑っていいとも！』（フジテレビ）※2012年7月3日放送　着物モデル
- 2012年7月 『SUPER GT+』（テレビ東京）※2012年7月15日放送
- 2012年12月 『女神ビジュアル』（NHK BSプレミアム）※2012年12月12日放送
- 2016年11月 パンクラス総合情報発信番組『パンクラスTV』（TOKYO MX）※毎週木曜日19:00〜

- 2020年1月 とちぎテレビ『ハッピースイング』
- 2020年1月 テレビ新広島 『フォロワー〇〇人のアノ人って・・・』
- 2020年7月 BS12『ゴルフ女子 ヒロインバトル』

### ラジオ
- 2012年4月 『KIBA BREEZE!!』（レインボータウンFM 79.2MHz）※2012年4月より毎週水曜20:00〜21:00放送
- 2016年12月 『サキとちなつのmy way!!』（FM77.7MHz FM秋葉原）※2016年12月は6日、20日18:30〜19:00放送

### 雑誌
- 2010年2月 『GALS PARADISE 2010オートサロン編』（三栄書房）
- 2010年4月 『GALS PARADISE 2010 GTレースクイーン オフィシャルガイドブック』（三栄書房）
- 2010年5月 『カーセンサー』（リクルート）
- 2010年6月 『GALS PARADISE レースクイーンデビュー編』（三栄書房）
- 2010年8月 『ホリデーオート』（モーターマガジン社）
- 2010年8月 『週刊オートスポーツ 2010/9/2号』（三栄書房）
- 2010年9月 『Goo Pats 2010年11月号』（プロトコーポレーション）
- 2010年9月 『GALS PARADISE 2010トップレースクイーン編』（三栄書房）※2010年9月30日発売
- 2010年10月 『特選外車情報エフロード 11月号』（マガジンボックス）※2010年10月9日発売
- 2010年11月 『ザ・マイカー 1月号』（新アポロ出版）※2010年11月20日発売
- 2011年2月 『週刊オートスポーツ 2011/2/24号』（三栄書房）※2011年2月17日発売
- 2011年2月 『GALS PARADISE 2011オートサロン編』（三栄書房）※2011年2月24日発売
- 2011年2月 『EX MAX!（エキサイティングマックス！）2011年4月号』（ぶんか社）※2011年2月26日発売
- 2011年3月 『Goo Pats 2011年5月号』（プロトコーポレーション）※2011年3月17日発売
- 2011年5月 『EX MAX!（エキサイティングマックス！）2011年7月号』（ぶんか社）※2011年5月26日発売
- 2011年6月 『GALS PARADISE 2011 スーパーGTレースクイーン オフィシャルガイドブック』（三栄書房）※2011年6月9日発売
- 2011年7月 『GALS PARADISE 2011 レースクイーンデビュー編』（三栄書房）※2011年7月7日発売
- 2011年7月 『カーセンサー 9月号』（リクルート）※2011年7月20日発売
- 2011年8月 『ホリデーオート』（モーターマガジン社）※2011年8月10日発売
- 2011年9月 『EX MAX!（エキサイティングマックス！）2011年11月号』（ぶんか社）※2011年9月26日発売
- 2011年9月 『GALS PARADISE 2011 トップレースクイーン編』（三栄書房）※2011年9月29日発売
- 2011年10月 『週刊オートスポーツ 2011/10/20号』（三栄書房）※2011年10月6日発売
- 2011年11月 『ベストカー 2011/12/26号』（講談社）※2011年11月26日発売
- 2011年12月 『WAGONIST 2012年1月号』（交通タイムス社）※2011年12月1日発売
- 2011年12月 『ホリデーオート 2012年1月号』（モーターマガジン社）※2011年12月10日発売
- 2012年1月 『ホリデーオート 2012年2月号』（モーターマガジン社）※2012年1月10日発売
- 2012年1月 『オーテッククロニクル』（ぶんか社）※2012年1月30日発売
- 2012年2月 『ホリデーオート 2012年3月号』（モーターマガジン社）※2012年2月10日発売
- 2012年2月 『GALS PARADISE 2012オートサロン編』（三栄書房）※2012年2月23日発売
- 2012年3月 『EX MAX!（エキサイティングマックス！）2012年5月号』（ぶんか社）※2012年3月26日発売
- 2012年5月 『GALS PARADISE 2012 スーパーGTレースクイーン オフィシャルガイドブック』（三栄書房）※2012年5月2日発売
- 2012年5月 『ホリデーオート 2012年6月号』（モーターマガジン社）※2012年5月10日発売
- 2012年5月 『CIRCUS MAX 2012年6月号』（KKベストセラーズ）※2012年5月10日発売
- 2012年5月 『Goo Pats 2012年7月号』（プロトコーポレーション）※2012年5月17日発売
- 2012年6月 『GALS PARADISE 2012 レースクイーンデビュー編』（三栄書房）※2012年6月14日発売
- 2012年9月 『GALS PARADISE 2012トップレースクイーン編』（三栄書房）※2012年9月27日発売
- 2012年11月 『GALS PARADISE 2012日本レースクイーン大賞編』（三栄書房）※2012年11月19日発売
- 2013年2月 『GALS PARADISE 2013東京オートサロン編』（三栄書房）※2013年2月28日発売
- 2016年11月 『GOLF TODAY 2016年12月号』（三栄書房）※2016年11月5日発売

### PV出演
- 2009年8月　原由子『夢をアリガトウ』
- 2010年6月　locofrank『CROSSOVER』

### Web
- 2010年4月　『カーセンサー.net』
- 2010年5月　『TOPQUEEN』
- 2010年5月　『車選び.com』
- 2010年8月　『オートックワン』
- 2010年10月 『Goo Parts』
- 2011年7月 『MaidQueenz』
- 2012年1月 『AnotherQueen』
- 2013年2月 『JxJ Town Tour | JxJFILED』
- 2020年10月 『My STYLE with VOLVO Vol.5 美波千夏/茨城』

### DVD
- 2011年1月　『GTA公認 SUPER GT レースクイーン 2010』

### トレーディングカード
- 2011年8月　『ギャルズパラダイス2011』

### 写真集
- 2011年12月　『ちなっティータイム！』（ケータイ週プレBook）※2011年12月9日発売

### 新聞
- 2011年12月　『日刊ゲンダイ 2011年12月22日』（みんなタフマンでいこう）※2011年12月21日発売
- 2013年3月 『EL GOLAZO 1270号』※2013年3月1日発売